# 冨沢篤紘
冨沢 篤紘（とみざわ あつひろ、1939年（昭和14年）12月5日 - ）は、日本の政治家。元衆議院議員（1期）・元神奈川県議（2期）・元大和市議（1期）。

## 略歴
神奈川県大和市生まれ。神奈川県立希望ヶ丘高等学校卒業。1963年（昭和38年）慶應義塾大学法学部卒業後、都市銀行に入行し、のちに貸しビル会社社長を務めた。1979年（昭和54年）より大和市市議会議員を1期、1987年（昭和62年）から神奈川県議会議員（自民党）を2期務め、1996年（平成8年）の第41回衆議院議員総選挙に新進党公認で神奈川13区から出馬し中曽根派現職甘利明破り初当選。新進党分党で1998年（平成10年）1月改革クラブに、その後1999年（平成11年）12月民主党に移ったが、2000年（平成12年）の第42回衆議院議員総選挙では前回比例復活した甘利に破れ落選した。その後引退。2003年湘北短期大学総合ビジネス学科客員教授（-2010年）。ゴルフ・民謡・尺八・囲碁など多彩な趣味をもつ。
改革クラブでは、同党総務会長に就任している。